# CA Technologies
CA Technologies (wcześniej Computer Associates) – amerykański producent oprogramowania. Jest to trzecia co do wielkości firma software’owa, zatrudniająca w 2016 r. ok. 11,5 tys. pracowników.

## Historia
Przedsiębiorstwo założył w 1976 r. Charles Wang z trzema wspólnikami. CA miała najbardziej rozbudowaną ofertę oprogramowania na rynku, obejmującą w jej historii ok. 500 produktów, często mających prefiks CA w nazwie. Pierwszym był CA-SORT, program użytkowy dla maszyn mainframe. Pierwszym produktem dla komputerów osobistych był SuperCalc, jeden z pierwszych arkuszy kalkulacyjnych. Firma produkowała w latach 90. pakiet biurowy dla Microsoft Windows, który jednak nie zdobył większego udziału w rynku. Obecnie firma koncentruje się na aplikacjach dla biznesu, m.in. oprogramowaniu do zarządzania tożsamością i dostępem.
Computer Associates rozrastała się w dużej mierze poprzez kupowanie drobniejszych producentów oprogramowania – była pierwszą firmą w swojej kategorii, która przekroczyła miliard dolarów rocznej wartości sprzedaży.